# エボニック (企業)
エボニック（正式社名：エボニック インダストリーズ, Evonik Industries AG）は、各種業界向けに特殊化学品の製造・販売を行う多国籍企業。ドイツ・ノルトライン＝ヴェストファーレン州・エッセンに本拠を置き、世界約100カ国以上で製品を販売する。日本法人はエボニック・ジャパン株式会社。フランクフルト証券取引所上場企業（FWB: EVK）。

## 沿革
現在のEvonik Industries AGは2007年9月12日、RAGグループ（ルール石炭グループ）から化学・エネルギー・不動産セクターが分離することによって設立された。RAGグループのルーツは、1847年にベルリンで設立されたChemische Fabrik Theodor Goldschmidt、1880年にクレーフェルトで設立されたCrefelder Seifenfabrik Stockhausen & Traiser、1938年にマールで設立されたChemische Werke Hüls GmbHなどがあるが、このRAGグループが2003年から2006年にかけてデュッセルドルフを拠点とするエボニック・デグサを買収したのちに、グループは石炭鉱業会社のRAG AGとエボニックの2つの会社に分割されることとなった。両会社を保有するRAG財団が2007年7月に設立され、エボニックはCVC キャピタル・パートナーズと共に同財団に保有されることとなったが、2013年4月、株式の一部がフランクフルト証券取引所に上場された。エボニックはその後エネルギー事業を2014年8月に最終的にルール地方の公益事業コンソーシアムに売却、不動産事業の株式を2015年までに最終的にRAG AGに譲渡し、この結果エボニックは化学工業に特化する形となった。RAG財団は現在なおエボニックの株式の過半数を保有している。
現在のエボニックは主に、飼料添加物や医薬品有効成分を扱うニュートリション＆ケア（Nutrition & Care）、コーティングなど産業用途の補助材や添加物を扱うスペシャルティアディティブス（Specialty Additives）、ポリマーや触媒を扱うスマートマテリアルズ（Smart Materials）、高吸収性樹脂やナトリウム及びカリウムアルコキシドの製造を行うパフォーマンスマテリアルズ（Performance Materials）、テクノロジー＆インフラストラクチャ（Technology & Infrastructure）の5つの事業部門から成る。地域別としての売上はアメリカ合衆国が最大でドイツがこれに次ぐが、日本事業も世界有数の売上を維持している。

## スポンサー
2006年以降、サッカー・ブンデスリーガのボルシア・ドルトムントのメインスポンサー企業となっている。また2014年以降、株式を上場する同チームの筆頭株主となっている。

## 日本におけるエボニック
日本法人「エボニック・ジャパン株式会社」（Evonik Japan Co., Ltd.）は、1969年にデグサの日本法人として設立されて以来の歴史を持ち、現在は化学品、飼料添加物、塗料等添加物、医薬品の製造・販売を行っている。東京（新宿モノリスビル）にオフィスを置き、川崎市と茨城県阿見町にテクノロジーセンターを、神奈川県伊勢原市と阿見町に工場を持つ。
このほか、以下のエボニックと日本企業の合弁企業がある。
- 日本アエロジル株式会社 - 三菱マテリアルとの合弁企業。1966年設立。乾式シリカの製造販売。
- DSL. ジャパン株式会社 - 塩野義製薬との合弁企業。2003年設立。湿式シリカの製造販売。
- ポリプラ・エボニック株式会社 - ダイセルとの合弁企業。1970年設立。機能性樹脂の製造販売。
- サンアプロ株式会社 - 三洋化成工業との合弁企業。1966年設立。光酸発生剤の製造販売。

## 東日本大震災の復興支援
2011年の東日本大震災の発生直後から義援金を募る活動が開始され、当時ボルシア・ドルトムントに所属していた香川真司の呼びかけで開催されたボルシア・ドルトムントと欧州日本人選手選抜チームとのチャリティマッチの収益金と合わせ、約1億6800万円の義援金が集められた。2012年以降4年にわたり子ども化学実験教室を開催、東松島市における保育所の建設、児童養護施設の新築支援などを実施した。